# Tomba dei capitelli
La tomba dei capitelli è una tomba ipogea etrusca risalente alla fine del VI secolo a.C., scoperta nella necropoli della Banditaccia a Cerveteri.

## Descrizione
La tomba prende il nome dai due capitelli di stile ionico posti nella sala principale, cui si accede dall'ingresso della tomba tramite un piccolo corridoio. In fondo alla sala tre stanze destinate alla sepoltura dei morti. Completano la struttura della tomba, due piccole stanze poste ai lati del corridoio prima della sala principale. 
Di notevole importanza ai fini della documentazione storico architettonica, il tetto piano, con rilievi che replicano le travi in legno e l'incannucciata, ad imitare fedelmente un'abitazione etrusca. Nella sala principale sono presenti anche alcuni letti funebri, destinati ai corpi dei defunti avvolti nei sudari, e  non rinchiusi nei sarcofagi.
Nella stanza posteriore centrale due letti funebri, uno destinato ad un uomo e l'altro ad una donna, con ogni probabilità i capostipiti della famiglia.